# Niederstotzingen
Niederstotzingen (tiếng Đức: [niː.dɐˈʃtɔ.t͡sɪŋ.ən] ⓘ) là một thị trấn thuộc huyện Heidenheim, bang Baden-Württemberg miền nam nước Đức. Nơi đây nằm cách Heidenheim 17 km về phía đông bắc và cách Ulm 24 km về phía đông nam.  Thị trấn bao gồm 4 ngôi làng  Niederstotzingen, Oberstotzingen, Stetten ob Lontal, Lontal und Reuendorf và có dân số 4,850 người.